# Tiburon, Kalifornien
Tiburon är en stad (town) i Marin County, i delstaten Kalifornien, USA. Enligt United States Census Bureau har staden en folkmängd på 9 058 invånare (2011) och en landarea på 11,5 km².